# Beneixama
Beneixama (valenciai katalánul és hivatalosan) (spanyolul Benejama) község Spanyolországban, Alicante tartományban. Lakosainak száma 1679 fő (2024).

## Fekvése
Beneixama Banyeres de Mariola, Biar, Campo de Mirra és Fontanars dels Alforins községekkel határos.

## Népesség
A település lakosságának változását az alábbi diagram mutatja:
| Lakosok száma | 1840 | 1939 | 1802 | 1811 | 1817 | 1738 | 1712 | 1685 | 1707 | 1679 |
|               | 2001 | 2004 | 2006 | 2009 | 2011 | 2014 | 2016 | 2019 | 2021 | 2024 |